# Горни Подлог
Горни Подлог или Горни Подлак (на македонска литературна норма: Горни Подлог) е село в източната част на Северна Македония, част от Община Кочани.

## География
Селото се намира на дъното на Кочанската котловина. Разположено е на 1 километър от пътя Щип-Кочани. Горни Подлог се намира на 6 километра северно от северните склонове на планината Плачковица и на 5 километра южно от южните склонове на Осоговската планина.

## История
В края на XIX век Горни Подлог е българско село в Кочанска кааза на Османската империя. Според статистиката на Васил Кънчов („Македония. Етнография и статистика“) от 1900 година Подлакъ Горни има 230 жители, всички българи християни.
По данни на секретаря на Българската екзархия Димитър Мишев („La Macédoine et sa Population Chrétienne“) през 1905 година в Горни Подлог (Gorni-Podlog) има 280 жители българи екзархисти.
Църквата „Отсичане на главата на свети Йоан Кръстител“ е изградена в 1942 година, а осветена в 1968 година от митрополит Наум Злетовско-Струмишки.
Според преброяване от 2002 в селото има 191 домакинства с 207 къщи.

## Личности
Родени в Горни Подлог
- Коле Добре, български революционер, деец на ВМОРО, четник на Яне Велинов в 1915 година[5]